# Euphaedra occidentalis
Euphaedra occidentalis är en fjärilsart som beskrevs av M.Gaede 1916. Euphaedra occidentalis ingår i släktet Euphaedra och familjen praktfjärilar. Inga underarter finns listade i Catalogue of Life.